# Divisão Especial 2023 (maschile)
La Divisão Especial 2023, 51ª edizione della massima serie del campionato Paulista di pallavolo maschile, si è svolta dal 18 agosto al 23 ottobre 2023: al torneo hanno partecipato otto squadre di club brasiliane proveniente dallo stato di San Paolo e la vittoria finale è andata per la prima volta all'Índios Guarus.

## Regolamento

### Formula
Le squadre hanno disputato un girone all'italiana, per un totale di sette giornate; al termine della regular season:
- Le prime sei classificate hanno avuto accesso ai play-off, strutturati in quarti di finale (dai quali sono state esonerate le prime due classificate), semifinali e finale, giocati al meglio delle tre gare, con incroci basati sul piazzamento in stagione regolare.

In seguito al ritiro del Futuro, i cui incontri già disputati sono stati cancellati e non conteggiati ai fini della classifica, la formula è stata riadattata: la prima classificata ha avuto accesso diretto alle semifinali, mentre le restanti sei squadre hanno avuto accesso ai quarti di finali.

### Criteri di classifica
Se il risultato finale è stato di 3-0 o 3-1 sono stati assegnati 3 punti alla squadra vincente e 0 a quella sconfitta, se il risultato finale è stato di 3-2 sono stati assegnati 2 punti alla squadra vincente e 1 a quella sconfitta.
L'ordine del posizionamento in classifica è stato definito in base a:
- Punti;
- Numero di partite vinte;
- Ratio dei set vinti/persi;
- Ratio dei punti realizzati/subiti.

## Squadre partecipanti
| Club            | Stagione | Città               | Impianto                      | Stagione precedente    |
| --------------- | -------- | ------------------- | ----------------------------- | ---------------------- |
| Amigos do Vôlei | dettagli | São José dos Campos | Farma Conde Arena             | 5ª in Divisão Especial |
| Atibaia         | -        | Atibaia             | Ginásio de Esportes Elefantão | 6ª in Divisão Especial |
| BVC             | dettagli | Campinas            | Ginásio do Taquaral           | 1ª in Divisão Especial |
| Futuro          | -        | Araçatuba           | Ginásio Plácido Rocha         | 8ª in Divisão Especial |
| Índios Guarus   | dettagli | Guarulhos           | Ginásio Ponte Grande          | 4ª in Divisão Especial |
| Santo André     | -        | Santo André         | Ginásio Pedro Dell'Antonia    | 7ª in Divisão Especial |
| Sesi            | dettagli | Bauru               | Arena Paulo Skaf              | 2ª in Divisão Especial |
| Suzano          | dettagli | Suzano              | Arena Suzano                  | 3ª in Divisão Especial |

## Torneo

### Regular season

#### Risultati
| Prima giornata |                                 |     |                                  |
|                |                                 |     |                                  |
| 18-08          | Sesi - Santo André              | 2-3 | 25-21, 22-25, 25-19, 23-25, 9-15 |
| 19-08          | Futuro - BVC                    | 0-3 | 20-25, 18-25, 17-25              |
| 19-08          | Suzano - Atibaia                | 3-0 | 25-20, 25-19, 25-15              |
| 21-08          | Índios Guarus - Amigos do Vôlei | 3-0 | 25-15, 25-17, 25-20              |

| Seconda giornata |                          |     |                                  |
|                  |                          |     |                                  |
| 25-08            | Atibaia - Sesi           | 0-3 | 23-25, 23-25, 19-25              |
| 25-08            | BVC - Santo André        | 3-0 | 25-14, 25-17, 25-19              |
| 25-08            | Amigos do Vôlei - Suzano | 2-3 | 15-25, 25-22, 25-23, 22-25, 8-15 |
| 27-08            | Índios Guarus - Futuro   | 3-0 | 25-0, 25-0, 25-0                 |

| Terza giornata |                        |             |                                   |
|                |                        |             |                                   |
| Riposa:        | Santo André            | Santo André | Santo André                       |
| 01-09          | BVC - Atibaia          | 2-3         | 25-20, 25-22, 16-25, 23-25, 11-15 |
| 02-09          | Suzano - Índios Guarus | 3-0         | 25-21, 31-29, 29-27               |
| 02-09          | Amigos do Vôlei - Sesi | 2-3         | 25-17, 25-23, 25-27, 22-25, 11-15 |

| Quarta giornata |                       |        |                            |
|                 |                       |        |                            |
| Riposa:         | Suzano                | Suzano | Suzano                     |
| 08-09           | Sesi - Índios Guarus  | 0-3    | 23-25, 23-25, 22-25        |
| 08-09           | Atibaia - Santo André | 3-0    | 25-22, 25-16, 25-18        |
| 08-09           | Amigos do Vôlei - BVC | 3-1    | 25-16, 19-25, 25-21, 25-17 |

| Quinta giornata |                               |         |                            |
|                 |                               |         |                            |
| Riposa:         | Atibaia                       | Atibaia | Atibaia                    |
| 15-09           | Santo André - Amigos do Vôlei | 0-3     | 15-25, 21-25, 19-25        |
| 15-09           | BVC - Índios Guarus           | 1-3     | 21-25, 20-25, 25-20, 19-25 |
| 16-09           | Sesi - Suzano                 | 3-0     | 25-21, 25-23, 25-20        |

| Sesta giornata |                             |      |                     |
|                |                             |      |                     |
| Riposa:        | Sesi                        | Sesi | Sesi                |
| 22-09          | Atibaia - Amigos do Vôlei   | 0-3  | 21-25, 18-25, 21-25 |
| 23-09          | Suzano - BVC                | 0-3  | 19-25, 21-25, 16-25 |
| 23-09          | Índios Guarus - Santo André | 3-0  | 25-21, 25-17, 25-12 |

| Settima giornata |                         |                 |                                   |
|                  |                         |                 |                                   |
| Riposa:          | Amigos do Vôlei         | Amigos do Vôlei | Amigos do Vôlei                   |
| 29-09            | Índios Guarus - Atibaia | 3-0             | 25-13, 25-20, 25-21               |
| 29-09            | Santo André - Suzano    | 0-3             | 21-25, 25-27, 23-25               |
| 29-09            | BVC - Sesi              | 2-3             | 18-25, 28-26, 21-25, 25-23, 12-15 |

#### Classifica
| Pos. | Squadra         | Pt | G | V | P | SV | SP | Ratio | PF  | PS  | Ratio |
| ---- | --------------- | -- | - | - | - | -- | -- | ----- | --- | --- | ----- |
| 1.   | Índios Guarus   | 15 | 6 | 5 | 1 | 15 | 4  | 3,750 | 472 | 394 | 1,198 |
| 2.   | Suzano          | 11 | 6 | 4 | 2 | 12 | 8  | 1,500 | 467 | 445 | 1,049 |
| 3.   | Sesi            | 11 | 6 | 4 | 2 | 14 | 10 | 1,400 | 543 | 521 | 1,042 |
| 4.   | Amigos do Vôlei | 11 | 6 | 3 | 3 | 13 | 10 | 1,300 | 499 | 486 | 1,027 |
| 5.   | BVC             | 8  | 6 | 2 | 4 | 12 | 12 | 1,000 | 521 | 513 | 1,016 |
| 6.   | Atibaia         | 5  | 6 | 2 | 4 | 6  | 14 | 0,429 | 412 | 459 | 0,898 |
| 7.   | Santo André     | 2  | 6 | 1 | 5 | 3  | 17 | 0,176 | 385 | 481 | 0,800 |

      Qualificata alle semifinali play-off.
      Qualificata ai quarti di finale play-off.

### Play-off
|  | Quarti di finale | Quarti di finale | Quarti di finale | Quarti di finale | Quarti di finale |  |  | Semifinali | Semifinali      | Semifinali | Semifinali | Semifinali |   |   | Finale | Finale        | Finale | Finale | Finale |  |
|  |                  |                  |                  |                  |                  |  |  |            |                 |            |            |            |   |   |        |               |        |        |        |  |
|  |                  |                  |                  |                  |                  |  |  | 1          | Índios Guarus   | 3          | 3          |            |   |   |        |               |        |        |        |  |
|  | 4                | Amigos do Vôlei  | 3                | 3                |                  |  |  | 4          | Amigos do Vôlei | 1          | 0          |            |   |   |        |               |        |        |        |  |
|  | 5                | BVC              | 0                | 1                |                  |  |  |            |                 |            |            |            |   |   | 1      | Índios Guarus | 3      | 2      | 3      |  |
|  | 2                | Suzano           | 3                | 3                |                  |  |  |            |                 | 2          | Suzano     | 1          | 3 | 2 |        |               |        |        |        |  |
|  | 7                | Santo André      | 0                | 0                |                  |  |  | 2          | Suzano          | 3          | 2          | 3          |   |   |        |               |        |        |        |  |
|  | 3                | Sesi             | 3                | 3                |                  |  |  | 3          | Sesi            | 1          | 3          | 0          |   |   |        |               |        |        |        |  |
|  | 6                | Atibaia          | 0                | 0                |                  |  |  |            |                 |            |            |            |   |   |        |               |        |        |        |  |

#### Quarti di finale
| Gara 1 |                       |     |                     |
|        |                       |     |                     |
| 03-10  | BVC - Amigos do Vôlei | 0-3 | 20-25, 27-29, 21-25 |
| 03-10  | Santo André - Suzano  | 0-3 | 13-25, 16-25, 21-25 |
| 03-10  | Atibaia - Sesi        | 0-3 | 24-26, 19-25, 23-25 |

| Gara 2 |                       |     |                            |
|        |                       |     |                            |
| 05-10  | Amigos do Vôlei - BVC | 3-1 | 22-25, 28-26, 25-20, 15-25 |
| 05-10  | Suzano - Santo André  | 3-0 | 25-23, 25-22, 25-18        |
| 06-10  | Sesi - Atibaia        | 3-0 | 25-21, 25-17, 25-19        |

#### Semifinali
| Gara 1 |                                 |     |                            |
|        |                                 |     |                            |
| 09-10  | Índios Guarus - Amigos do Vôlei | 3-1 | 25-23, 27-25, 22-25, 25-22 |
| 09-10  | Sesi - Suzano                   | 1-3 | 25-21, 24-26, 23-25, 25-27 |

| Gara 2 |                                 |     |                                   |
|        |                                 |     |                                   |
| 11-10  | Amigos do Vôlei - Índios Guarus | 0-3 | 22-25, 18-25, 23-25               |
| 11-10  | Suzano - Sesi                   | 2-3 | 21-25, 21-25, 25-16, 25-23, 18-20 |

| \| Gara 3 \| \| \| \| \| \| \| \| \| \| 15-10 \| Suzano - Sesi \| 3-0 \| 25-16, 27-21, 25-21 \| |               |     |                     |
| Gara 3                                                                                          |               |     |                     |
|                                                                                                 |               |     |                     |
| 15-10                                                                                           | Suzano - Sesi | 3-0 | 25-16, 27-21, 25-21 |

#### Finale
| Gara 1 |                        |     |                            |
|        |                        |     |                            |
| 17-10  | Índios Guarus - Suzano | 3-1 | 25-22, 25-18, 31-33, 28-26 |

| Gara 2 |                        |     |                                   |
|        |                        |     |                                   |
| 20-10  | Suzano - Índios Guarus | 3-2 | 22-25, 25-18, 25-17, 25-27, 15-13 |

| \| Gara 3 \| \| \| \| \| \| \| \| \| \| 23-10 \| Índios Guarus - Suzano \| 3-2 \| 33-35, 22-25, 25-23, 25-16, 15-12 \| |                        |     |                                   |
| Gara 3 |                        |     |                                   |
| |                        |     |                                   |
| 23-10 | Índios Guarus - Suzano | 3-2 | 33-35, 22-25, 25-23, 25-16, 15-12 |

## Classifica finale
| Pos | Squadra         |
| --- | --------------- |
|     | Índios Guarus   |
| 2   | Suzano          |
| 3   | Sesi            |
| 4   | Amigos do Vôlei |
| 5   | BVC             |
| 6   | Atibaia         |
| 7   | Santo André     |